# Mount Hoge
Mount Hoge är ett berg i Antarktis. Det ligger i Östantarktis. Norge gör anspråk på området. Toppen på Mount Hoge är 2 480 meter över havet.
Terrängen runt Mount Hoge är platt österut, men västerut är den kuperad. Trakten är obefolkad. Det finns inga samhällen i närheten.